# Verfassung von San Marino
Die Verfassung der Republik San Marino ist die älteste geschriebene, noch gültige, demokratische und republikanische
Verfassung der Welt.

## Geschichte
Die Gründung der Republik geht angeblich auf das Jahr 301 zurück, als der Mönch Marinus (Namensgeber der Republik) mit Gleichgesinnten vor der christenfeindlichen Politik des Kaisers Diokletian auf den Monte Titano floh. Der Legende zufolge gründeten Marinus Anhänger nach seinem Tod im Jahr 366 unter Berufung auf seine letzten Worte "Ich lasse euch als freie Menschen zurück" die erste republikanische Staatsform auf san-marinesischem Boden. Erste historische Nachweise einer eigenständigen christlichen Kommune auf dem Monte Titano stammen jedoch erst aus der Zeit um 511. Dokumente aus dem Jahr 885 berichten von einem ausgeprägten öffentlichen Leben. Die Grundzüge des heutigen politischen Systems haben sich wahrscheinlich bis 1200 ausgebildet. Das erste niedergeschriebene Verfassungsdokument stammt aus dem Jahr 1600.

## Institutionen
Das politische System der Republik entspricht denen moderner parlamentarischen Demokratien mit einigen Besonderheiten, die sich durch das hohe Alter der Verfassung erklären lassen. So ähnelt die Verfassung in einigen Punkten, z. B. der Kollegialität der Staatsoberhäupter oder auch der Tatsache, dass das Parlament kein eigenes Präsidium hat, sondern von den Capitani Reggenti geleitet wird, eher den politischen Systemen der Römischen Republik und der Republik Venedig als modernen republikanisch organisierten Staaten.
Capitani Reggenti
Die Capitani Reggenti (italienisch: regierende Kapitäne/Oberhäupter) sind die halbjährlich gewählten, kollegialen Staatsoberhäupter von San Marino. Um das Amt zu erlangen, muss man mindestens 25 Jahre alt und gebürtiger San-Marineser sein. Nur Personen, die das Amt in den letzten drei Jahren nicht schon einmal bekleidet haben, dürfen es ausüben. Diese Gesetze zielen darauf ab, die Macht des Staatsoberhäupter zu begrenzen und ähneln damit den Regeln des cursus honorum in der Römischen Republik. Die erste nachweisbare Wahl fand 1243 statt. Ihr Amt ist größtenteils zeremonieller Natur. Als Aufgaben der Tagespolitik obliegt ihnen die Leitung des Consiglio Grande i Generale (Parlament), des Congresso di Stato (Regierung), des Obersten Justizrates sowie der Versammlung der Gemeindeoberhäupter. Die Amtseinführung findet jeweils am 1. April und am 1. Oktober statt.
Consiglio Grande i Generale
Der Consiglio Grande i Generale (italienisch: Großer und allgemeiner Rat) ist das einkammerige Parlament der Republik. Es setzt sich aus 60 Mitgliedern zusammen, die in freier, geheimer und gleicher Wahl gewählt werden. Er stammt, wie das Amt der Capitani Reggenti aus dem 13. Jahrhundert. Seine Aufgaben sind vielfältig: Er wählt die Capitani Reggenti, die Mitglieder des Congresso di Stato (Regierung) sowie die Mitglieder der beiden höchsten Gerichte (Consilium duodecim virorum, Collegio Garante della Costituzionalità delle Norme). Außerdem übt er die Gesetzgebung aus und prüft Petitionen und Volksinitiativen.
Congresso di Stato
Der Congresso di Stato (italienisch: Staatskongress) ist die Regierung von San Marino. Sie wird vom Consiglio Grande i Generale gewählt und ist ihm auch verantwortlich. Seine Sitzungen werden entweder vom ranghöchsten Minister, derzeit Außenminister Nicola Renzi oder von den Capitani Reggenti geleitet. Derzeit setzt die Regierung sich aus 10 Ministerien zusammen:
- Staatssekretariat für auswärtige und politische Angelegenheiten
- Staatssekretariat für innere Angelegenheiten
- Staatssekretariat für Finanzen und Haushalt
- Staatssekretariat für Industrie und Handwerk
- Staatssekretär für Territorium und Umwelt
- Staatssekretariat für Tourismus
- Staatssekretariat für Gesundheit und soziale Sicherheit
- Staatssekretariat für Bildung und Kultur
- Staatssekretariat für Arbeit und Zusammenarbeit
- Staatssekretariat für Justiz und Beziehungen zu den Schloßräten

Arengo
Der Arengo ist historisch gesehen die Versammlung der Familienoberhäupter San Marinos und entspricht damit in etwa der comitia tributa und der comitia curiata in der Römischen Republik. In dieser Form ist er das älteste nachweisbare politische Organ der Republik. Heutzutage bezeichnet der Arengo ein Instrument der direkten Demokratie, das sich in etwa mit einem Volksbegehren oder einer Petition vergleichen lässt. Die Petitionen werden am Sonntag nach der Amtseinführung der Capitani Reggenti beim Consiglio Grande i Generale vorgelegt. Wenn das Parlament sie genehmigt, muss sich die Regierung mit ihnen befassen.
Capitani di Castelli
Der Rat der Capitani die Castelli (wörtlich übersetzt: Kapitäne der Schlösser) ist die Konferenz der Gemeindevorsteher. Sie hat ausschließlich beratende Funktionen und tagt unter dem Vorsitz der Capitani Reggenti. Im politischen Gefüge San Marinos nimmt sie eine ähnliche Stellung ein wie die Staatenkammer (Oberhaus) in föderalen und bikameralen Systemen, z. B. in Russland der Föderationsrat oder in den Vereinigten Staaten der Senat.

### Gerichtssystem
Consilium duodecim virorum und Collegio Garante della Costituzionalità delle Norme
Der Consilium duodecim virorum (Rat der 12) und der Collegio Garante della Costituzionalità delle Norme (Rat für die Garantie der Verfassungsmäßigkeit der Gesetze) sind die beiden höchste Gerichte der Republik. Während der Consilium duodecim virorum eher einem höchsten Berufungsgericht gleicht ist der Collegio Garante della Costituzionalità delle Norme hauptsächlich als Verfassungsgericht tätig. Die Aufgaben der beiden Institutionen sind jedoch nicht klar abgegrenzt und überlappen sich zum Teil.